# Piestognathoides bahrainicus
Piestognathoides bahrainicus is een keversoort uit de familie zwartlijven (Tenebrionidae). De wetenschappelijke naam van de soort is voor het eerst geldig gepubliceerd in 1981 door Z. Kaszab.